# Jawaharlal Nehru
 (mars 2015).
Si vous disposez d'ouvrages ou d'articles de référence ou si vous connaissez des sites web de qualité traitant du thème abordé ici, merci de compléter l'article en donnant les références utiles à sa vérifiabilité et en les liant à la section « Notes et références ».
Jawaharlal Nehru (hindi : जवाहरलाल नेहरू, dʒəʋaːɦərˈlaːl ˈneːɦruː), également connu sous le nom de Pandit Nehru voire Panditji, né le 14 novembre 1889 à Prayagraj et mort le 27 mai 1964 à New Delhi, est un homme d'État indien. Il est l'une des figures de proue de la lutte pour l'indépendance de l'Inde et du Congrès national indien et devient le premier Premier ministre de l'Inde du 15 août 1947 jusqu'à sa mort.
Pendant les dix-sept années de son mandat, le Congrès remporte largement trois victoires électorales successives. Nehru préside à l'adoption de la Constitution de l'Inde, lance de vastes réformes industrielles et agraires d'inspiration socialiste et participe à la fondation du Mouvement des non-alignés. Il est crédité pour être à l'origine de la fondation de l'État indien moderne et laïc.
Fils du leader indépendantiste Motilal Nehru, Jawaharlal Nehru est le frère de Vijaya Lakshmi Pandit et de Krishna Hutheesing, le père d'Indira Gandhi (Première ministre de 1966 à 1977 et de 1980 à 1984), le grand-père de Rajiv Gandhi (Premier ministre de 1984 à 1989) et l'arrière-grand-père de Rahul Gandhi (président du Congrès de 2017 à 2019).

## Biographie

### Enfance et bataille pour l'indépendance

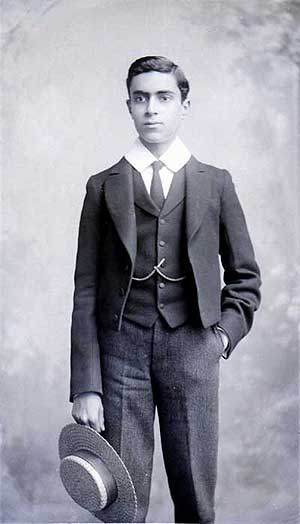
Nehru à Harrow en 1905.

Nehru et Kamala.

Jawaharlal Nehru est issu d'une famille de brahmanes hindous originaires du Cachemire. Fils de Motilal Nehru, un leader important du Congrès, Nehru reçoit une éducation à l'occidentale et étudie au Royaume-Uni, à Harrow School et à Trinity College (Cambridge), où il subit l'influence du courant issu de la Fabian Society. Avocat en 1912, il s'inscrit dès son retour en Inde au Congrès et participe à la lutte pour l'indépendance. En 1916, il fait la connaissance de Mohandas Karamchand Gandhi et devient l'un de ses collaborateurs les plus proches. De profonds désaccords séparent néanmoins les deux hommes : Gandhi restant plus traditionaliste avec une volonté d'autonomisation du peuple indien, Nehru, plus « moderniste » et athée, rêvant de réformes profondes et d'intégration de l'Inde dans le « concert des nations », d'où son désir d'intégration du modèle industriel et capitaliste anglais, modéré par ses options pour le socialisme.

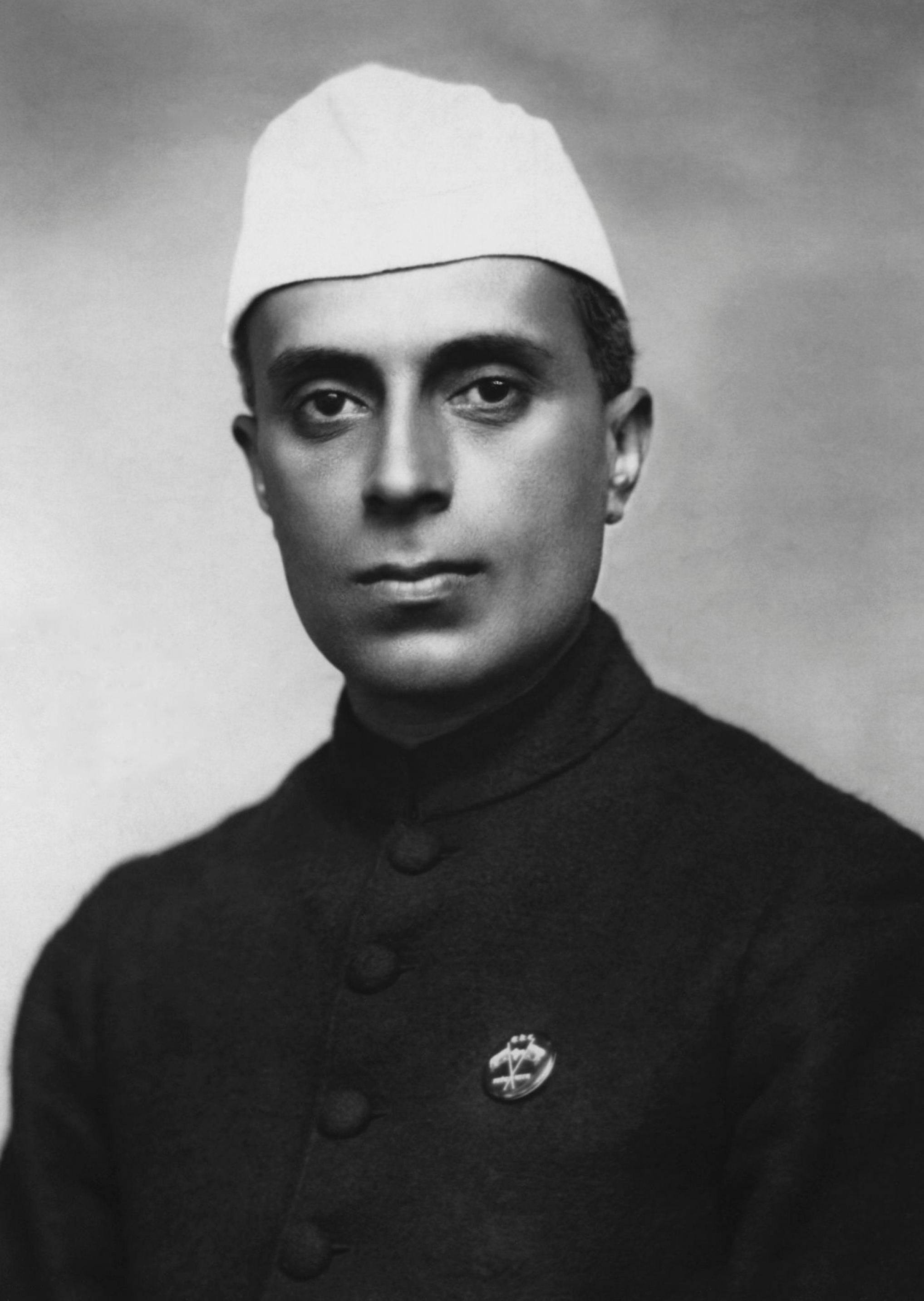
Jawaharlal Nehru en 1925.

Devenu secrétaire général du Congrès, Nehru donne au mouvement une audience internationale.
Plusieurs fois emprisonné par les Britanniques (entre 1920 et 1945, il passe jusqu'à dix années en prison), il soutient néanmoins l'effort de guerre allié durant la Seconde Guerre mondiale, en échange d'une promesse de l'indépendance de l'Inde à la fin du conflit. Il participera cependant à la défense des officiers indiens de l'Armée nationale indienne inculpés de trahison par les Britanniques pour avoir combattu aux côtés des Japonais.
Chef du gouvernement intérimaire chargé de préparer l'indépendance en 1946, tout comme Gandhi, il ne peut empêcher le conflit avec le futur Pakistan en 1947.

### Premier ministre

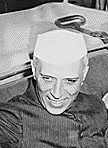
Nehru en 1949.

Il devient premier ministre de l'Inde à partir d'août 1947, et après l'assassinat de Gandhi en 1948, il est le chef incontesté du nationalisme indien. S'il assure à l'Union indienne une stabilité politique remarquable, il échoue cependant dans ses efforts contre la misère et le sous-développement. Adversaire farouche du colonialisme, il fut, avec Nasser, à l'origine du mouvement des « non-alignés » avec la conférence de Bandung en 1955. Il lance aussi, avec le soutien des États-Unis et du Canada, un programme nucléaire pacifique.
Le 5 décembre 1956, Nehru, le président Rajendra Prasad et le vice-président Sarvepalli Radhakrishnan reçoivent le dalaï-lama lors de sa visite en Inde.
Après avoir conduit le Congrès à la victoire aux élections de 1957, son gouvernement a fait l'objet de nombreuses critiques.
Désillusionné par la corruption et les querelles internes au parti, Nehru a songé à démissionner mais a finalement continué à assumer ses fonctions. L'élection de sa fille Indira Gandhi comme présidente du congrès de 1959 a réveillé la critique de népotisme.

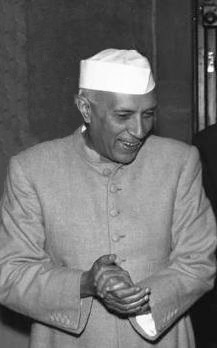
Nehru en 1959.

Bien que le Pancha Sila (en) (prônant les cinq principes de la coexistence paisible) ait été la base du traité Sino-Indien de 1954 sur le Tibet, dans les années ultérieures, la politique étrangère de Nehru a souffert d'un antagonisme Sino-Indien croissant avec des disputes au sujet des frontières et la décision de Nehru d'accorder l'asile au 14e Dalaï Lama en 1959. Après l'échec d'années de négociations, Nehru a lancé « l'Opération Vijay », annexion par l'armée indienne de l'enclave portugaise de Goa. Ce fait a augmenté la popularité de Nehru, mais il a été critiqué pour avoir retenu l'action militaire.
Il bâtit des relations amicales avec l'Union soviétique.  
Aux élections de 1962, Nehru a de nouveau conduit le congrès à la victoire, mais avec une majorité diminuée au profit des partis d'opposition s'étendant du Bharatiya Janata Party de droite (Jana Sangh) au parti de Swatantra (en) socialistes[pas clair] et au Parti communiste de l'Inde.
En 1962, l'invasion chinoise de l'Inde du nord-est a exposé les faiblesses militaires de l'Inde face à l'armée chinoise qui pénétra jusque dans l'Assam, exacerbant les critiques vis-à-vis de Nehru qui a été forcé de limoger son ministre de la défense V. K. Krishna Menon et accepter l'aide militaire des États-Unis, renonçant ainsi au non-alignement. La santé de Nehru s'est ensuite dégradée, l'obligeant à une convalescence de plusieurs mois au Cachemire en 1963. À son retour en mai 1964, Nehru est à nouveau malade, puis victime d'une crise cardiaque.
Il meurt tôt le matin du 27 mai 1964, à l'âge de 74 ans. Il est incinéré selon les rites hindous sur les berges du fleuve Yamuna. La cérémonie, comme ce fut le cas à la mort de Gandhi, a fait venir des centaines de milliers d'Indiens en deuil, rassemblés dans les rues de Delhi pour tous ceux qui ne pouvaient plus approcher le lieu d'incinération.

## Politique économique
Nehru portait une grande admiration au système du plan quinquennal de l'Union soviétique et tenta de mettre en place en Inde une organisation semblable. Son désir était d'apporter à son pays les bienfaits conjugués du socialisme et du capitalisme en y créant un socialisme démocratique. Cependant cela engendra une administration complexe et lente, et une grande corruption dont l'Inde souffre encore. Une relative stagnation économique fut une des causes de la chute du Congrès et de l'accession au pouvoir des partis nationalistes hindous.
C'est en 1956 que Nehru lança en Inde la révolution verte sauvant ainsi son pays de la famine qui le menaçait bien que l'Inde ait, à ce moment-là, presque fini sa transition démographique, non sans impacts environnementaux et socio-économiques liés à une industrialisation, au moins localement, de l'agriculture.

## Œuvres
- Letters from a Father to His Daughter (en) (Lettres d'un père à sa fille)
- Autobiographie
- La découverte de l'Inde
- Pour l'amour de l'Inde
- Ma vie et mes prisons

## Distinctions
- Docteur honoris causa de l'université Waseda[6]
- Docteur honoris causa de l'université Keiō